# Episodi di Hustle - I signori della truffa (terza stagione)
La terza stagione di Hustle - I signori della truffa è stata trasmessa in prima visione nel Regno Unito dal 10 marzo al 14 aprile 2006 da BBC One.
In Italia è stata trasmessa in prima visione nel 2007 da LA7.
| nº | Titolo originale            | Titolo italiano                | Prima TV UK    | Prima TV Italia |
| -- | --------------------------- | ------------------------------ | -------------- | --------------- |
| 1  | Price for Fame              | Piano di riserva               | 10 marzo 2006  | 2007            |
| 2  | The Henderson Challenge     | Vinca il migliore              | 17 marzo 2006  | 2007            |
| 3  | Ties That Bind Us           | Stangata vincente              | 24 marzo 2006  | 2007            |
| 4  | A Bollywood Dream           | Sogni nel cassetto             | 31 marzo 2006  | 2007            |
| 5  | The Hustler's News of Today | Lo scandalo della Regina Madre | 7 aprile 2006  | 2007            |
| 6  | Law and Corruption          | Il fantasma                    | 14 aprile 2006 | 2007            |